# Nahr-e Mochrī (ort)
Nahr-e Mochrī (persiska: نهر مچری) är en ort i Iran.   Den ligger i provinsen Khuzestan, i den sydvästra delen av landet, 700 km söder om huvudstaden Teheran. Nahr-e Mochrī ligger 2 meter över havet och antalet invånare är 342.
Terrängen runt Nahr-e Mochrī är mycket platt.  Närmaste större samhälle är Arvand Kenār, 3,9 km norr om Nahr-e Mochrī. Omgivningarna runt Nahr-e Mochrī är i huvudsak ett öppet busklandskap.